# Dimerostemma
Dimerostemma é um género botânico pertencente à família Asteraceae.